# Ploegenklassement Ronde van Italië
Het ploegenklassement is de benaming voor een van de wedstrijdklassementen tijdens de Ronde van Italië. In tegenstelling tot de verschillende andere klassementen, zoals het algemeen klassement en het bergklassement, is dit niet een klassement op individuele basis, maar is het een maat voor de best presterende wielerploeg als geheel. Voor het berekenen van het puntental worden na iedere etappe de tijden van de drie eerste rijders van elk team opgeteld. Vroeger mocht de leidende ploeg met een geel petje rijden. Nu rijdt de leidende ploeg met een geel rugnummer.

## Winnaars
1909: Team Atala

1910: Team Atala

1911: Bianchi

1912: Team Atala

1913: Maino

1914: Stucchi

1919: Stucchi

1920: Bianchi

1921: Bianchi

1922: Legnano

1923: Legnano

1924: niet bekend

1925: Legnano

1926: Legnano

1927: Legnano

1928: Legnano

1929: Legnano

1930: Bianchi

1931: Legnano

1932: Legnano

1933: Legnano

1934: Gloria

1935: Frejus

1936: Legnano

1937: Frejus

1938: Gloria

1939: Frejus

1940: Gloria

1946: Legnano

1947: Welter

1948: Wilier Triestina

1949: Wilier Triestina

1950: Frejus

1951: Taurea

1952: Bianchi

1953: Ganna

1954: Girardengo

1955: Team Atala

1956: Team Atala

1957: Legnano

1958: Carpano

1959: Team Atala

1960: Ignis

1961: Faema

1962: Faema

1963: Carpano

1964: St Raphael

1965: Salvarani

1966: Molteni

1967: KAS

1968: Faema

1969: Molteni

1970: Faemino

1971: Molteni

1972: Molteni

1973: Molteni

1974: KAS

1975: Brooklyn

1976: Brooklyn

1977: Flandria

1978: Bianchi

1979: SCIC

1980: Bianchi

1981: Bianchi

1982: Bianchi

1983: Gemeaz Cusin

1984: Renault

1985: Alpilatte

1986: Supermercati Brianzoli

1987: Panasonic

1988: Carrera

1989: Fagor

1990: ONCE

1991: Carrera

1992: MG Maglificio

1993: Lampre-Colnago

1994: Carrera

1995: Gewiss-Ballan

1996: Carrera

1997: Kelme

1998: Mapei

1999: Vitalicio Seguros

2000: Mapei

2001: Alessio

2002: Alessio

2003: Lampre

2004: Saeco

2005: Liquigas-Bianchi

2006: Phonak Hearing Systems

2007: Saunier Duval

2008: CSF Group-Navigare

2009: Astana

2010: Liquigas-Doimo

2011: Astana

2012: Lampre-ISD

2013: Sky ProCycling

2014: AG2R La Mondiale

2015: Astana Pro Team

2016: Astana Pro Team

2017: Team Movistar

2018: Team Sky

2019: Movistar Team

2020: Team INEOS Grenadiers

2021: INEOS Grenadiers

2022: Bahrain Victorious

2023: Bahrain Victorious

2024: Decathlon AG2R La Mondiale Team

2025: UAE Team Emirates-XRG

 winnaars · 
roze trui · 
  puntenklassement · 
  bergklassement · 
 jongerenklassement · 
 intergiro · 
 ploegenklassement · 
 strijdlust · 
 zwarte trui
Giro d'Italia Next Gen · Giro Donne · Cima Coppi
 Belgische rozetruidragers · etappewinnaars
 Nederlandse rozetruidragers · etappewinnaars
Mannen:
1909 · 
1910 · 
1911 · 
1912 · 
1913 · 
1914 · 
1919 · 
1920 · 
1921 · 
1922 · 
1923 · 
1924 · 
1925 · 
1926 · 
1927 · 
1928 · 
1929 · 
1930 · 
1931 · 
1932 · 
1933 · 
1934 · 
1935 · 
1936 · 
1937 · 
1938 · 
1939 · 
1940 · 
1946 · 
1947 · 
1948 · 
1949 · 
1950 · 
1951 · 
1952 · 
1953 · 
1954 · 
1955 · 
1956 · 
1957 · 
1958 · 
1959 · 
1960 · 
1961 · 
1962 · 
1963 · 
1964 · 
1965 · 
1966 · 
1967 · 
1968 · 
1969 · 
1970 · 
1971 · 
1972 · 
1973 · 
1974 · 
1975 · 
1976 · 
1977 · 
1978 · 
1979 · 
1980 · 
1981 · 
1982 · 
1983 · 
1984 · 
1985 · 
1986 · 
1987 · 
1988 · 
1989 · 
1990 · 
1991 · 
1992 · 
1993 · 
1994 · 
1995 · 
1996 · 
1997 · 
1998 · 
1999 · 
2000 · 
2001 · 
2002 · 
2003 · 
2004 · 
2005 · 
2006 · 
2007 · 
2008 · 
2009 · 
2010 · 
2011 · 
2012 · 
2013 · 
2014 · 
2015 · 
2016 · 
2017 · 
2018 · 
2019 · 
2020 · 
2021 · 
2022 · 
2023 · 
2024 · 
2025
Vrouwen:
1988 · 
1989 · 
1990 · 
1991 ·
1992 ·
1993 · 
1994 · 
1995 · 
1996 · 
1997 · 
1998 · 
1999 · 
2000 · 
2001 · 
2002 · 
2003 · 
2004 · 
2005 · 
2006 · 
2007 · 
2008 · 
2009 · 
2010 · 
2011 · 
2012 ·
2013 · 
2014 ·
2015 ·
2016 ·
2017 ·
2018 ·
2019 ·
2020 ·
2021 ·
2022 ·
2023 ·
2024 ·
2025